# Santino Quaranta
Santino Quaranta (ur. 14 października 1984 w Baltimore) – amerykański piłkarz pochodzenia włoskiego występujący na pozycji napastnika. Zawodnik klubu DC United.

## Kariera klubowa
Quaranta zawodową karierę rozpoczynał w 2001 roku w klubie DC United, do którego trafił poprzez MLS SuperDraft. W MLS zadebiutował 9 maja 2001 roku w wygranym 5:0 pojedynku z New England Revolution. 19 maja 2001 roku w przegranym 1:2 spotkaniu z Columbus Crew strzelił pierwszego gola w MLS. W 2004 roku zdobył z zespołem MLS Cup.
Latem 2006 roku Quaranta odszedł do Los Angeles Galaxy, również z MLS. Pierwszy ligowy mecz zaliczył tam 10 sierpnia 2006 roku przeciwko Houston Dynamo (1:0). W tamtym pojedynku zdobył także bramkę. W Los Angeles spędził rok. Latem 2007 roku został graczem klubu New York Red Bulls, także występującego w MLS. W jego barwach zadebiutował 30 czerwca 2007 roku w przegranym 0:1 spotkaniu z Columbus Crew. Barwy Red Bulla reprezentował przez pół roku.
W 2008 roku Quaranta wrócił do DC United, nadal grającego w MLS.

## Kariera reprezentacyjna
Quaranta jest byłym reprezentantem Stanów Zjednoczonych U-17 oraz U-20. Wraz z kadrą U-20 w 2003 roku wziął udział w Mistrzostwach Świata U-20, które zespół USA zakończył na ćwierćfinale.
W pierwszej reprezentacji Stanów Zjednoczonych Quaranta zadebiutował 9 czerwca 2005 roku w wygranym 3:0 meczu eliminacji Mistrzostw Świata 2006 z Panamą. W tym samym roku został powołany do kadry na Złoty Puchar CONCACAF. Zagrał na nim w pojedynkach z Kubą (4:1), Jamajką (3:1) oraz Panamą (0:0, 3:1 po rzutach karnych). Zespół Stanów Zjednoczonych został triumfatorem tamtego turnieju.
W 2009 roku Quaranta ponownie wziął udział w Złotym Pucharze CONCACAF. Wystąpił na nim w 4 meczach: z Hondurasem (2:0), Haiti (2:2), ponownie z Hondurasem (2:0) i z Meksykiem (0:5). W pierwszym meczu z Hondurasem strzelił także gola, który był jego pierwszym w drużynie narodowej.